# Margo Harkin
Margo Harkin née en octobre 1951 à Londonderry est une productrice et réalisatrice irlandaise. Elle documente des moments tragiques de l'Irlande du Nord, comme le Bloody Sunday en 1972, la grève de la faim en 1981, les violences de genres dans les institutions religieuses.

## Biographie
Margo Harkin est née à Londonderry en Irlande du Nord, en 1951, dans une famille catholique de seize enfants. Elle a fait ses études au Loreto Convent de Coleraine et à l'Ulster College of Art & Design de Belfast. En 1974, elle obtient un diplôme en beaux-arts. En 1980, elle rejoint la Field Day Theatre Company fondée par Brian Friel et Stephen Rea et suit une formation de scénographe auprès de Percy Harris et Hayden Griffin au Motley Theatre Design Course à Londres. Elle est productrice pour les pièces The Communication Cord de Brian Friel en 1982 et Boesman and Lena d'Athol Fugard en 1983. En 1984, elle cofonde Derry Film and Video Workshop.
En 1990, elle réalise son premier long métrage Hush-a-Bye Baby. Dans ce film, elle aborde ouvertement les sujets de sociétés : les grossesses chez les adolescentes, les décès de nouveau-nés et le débat sur l'avortement. Margo Harkin est catholique et pro-choix. Son film a contribué aux débats sur l'avortement en Irlande.
En 1992, elle fonde la société Besom Productions Ltd.,  qui produit des programmes télévisés éducatifs, des pièces de théâtre, et des chroniques sur le conflit en Irlande du Nord.
Son documentaire The Hunger Strike, est réalisé pour le 25e anniversaire de la grève de la faim irlandaise de 1981. Il est diffusé sur la BBC d'Irlande du Nord.
De 1998 à 2010, Margo Harkin suit les enquêtes et le procès qui font suite au Bloody Sunday, de 1972 à Londonderry. Elle se souvient de cette journée où 13 personnes sont mortes. Elle a elle-même témoigné lors de l'enquête. Dans ce documentaire, elle aborde librement la question et la lenteur de la justice, alors que le gouvernement britannique cherche à protéger les soldats et les paramilitaires contre d'éventuelles poursuites.
En 2023, elle réalise Stolen. En mars 2017, des restes de jeunes enfants sont retrouvés sous une aire de jeux à Tuam. Catherine Corless, historienne avaient découvert que les décès de 796 bébés et jeunes enfants étaient enregistrés, sans certificat d'inhumation. Une enquête a permis de découvrir que les cadavres des enfants avaient été jetés dans une fosse septique inutilisée. Entre 1922 et 1998, plus de 80 000 mères célibataires ont été envoyées contre leur gré dans des institutions religieuses. De nombreux enfants ont été enlevés à leur mère et adoptés. 9 000 bébés sont morts dans ces institutions. Margo Harkin interroge et raconte les histoires individuelles de femmes qui ont survécu à ces foyers.

## Filmographie

### Production et réalisation
- Songs & Sounds by Leaps & Bounds, 1996
- 12 Days in July , 1997
- A Plague on Both Your Houses, 1999
- Looking for Lundy, 2000
- Young@Heart, 2001
- You Looking at Me?, 2003
- Ocras, 2006
- The Hunger Strike, 2006
- Bloody Sunday: A Derry Diary, premier montage en 1986,  second montage en 2007, version finale en 2010

### Réalisation
- Hush-a-Bye Baby (1989)
- The Bloody Sunday Murders (1991)
- NYPD Nude (1995)
- Down to Earth (1997)
- Clear the Stage (1998)
- Stolen (2023)

### Production
- Mother Ireland (1988)
- Fatal Extraction (1998)
- At the Cutting Edge (2001)
- Coola Boola (2001)
- The Last Storyteller? (2002)
- Seeking Filipino Bride (2003)
- Unfaithful (2004)
- A Dog's Life (2004)
- Rua (2007)
- Waveriders (2008)
- Paradiso (2009)
- For Queen and Country (2010)
- Grey FM (2010)
- Sisters of the Lodge (2011)

## Récompenses et distinctions
- prix du Meilleur drame, Festival international du film celtique, pour Hush-a-Bye Baby, 1990[2]
- Prix du jury œcuménique, Festival du film de Locarno, pour Hush-a-Bye Baby, 1990
- Meilleur documentaire, Festival Femmes Cathodiques Festival France, pour Mother Ireland, 1988